# Boitempo Editorial
A Boitempo Editorial é uma editora brasileira, fundada em 1995 por Ivana Jinkings.
No catálogo da editora, sediada em São Paulo, tem destaque a publicação de ensaios, em diversas áreas das ciências humanas, como economia, política, história e cultura, assinados por influentes pensadores nacionais e internacionais de esquerda. No campo da literatura, a Boitempo abriga tanto autores clássicos e consagrados quanto escritores estreantes. Nas palavras de um de seus autores e colaboradores no vídeo comemorativo dos 20 anos da editora, "a Boitempo, sem estar linkada a um partido, ela faz o papel que o Gramsci queria: da hegemonia cultural." A palavra "boitempo" foi inventada por Carlos Drummond de Andrade para nomear um poema. Posteriormente, o nome estendeu-se a uma série de livros de poemas memorialísticos: Boitempo (1968), Boitempo II - Menino Antigo (1973) e Boitempo III - Esquecer para lembrar. O nome da editora homenageia o maior poeta brasileiro e também o criador da primeira Boitempo, o livreiro, jornalista e militante comunista brasileiro Raimundo Jinkings, pai de Ivana.

## História

### Fundação
Em 1995, após anos trabalhando como jornalista em São Paulo, Ivana largou a profissão e lançou seu próprio livro e, posteriormente, selo editorial.
Os primeiros títulos a serem publicados foram decididos a partir de reuniões na casa de Ivana.
Inicialmente, o objetivo era editar textos de grande qualidade, esquecidos ou ainda inéditos no Brasil, como a obra de estreia da Boitempo - Napoleão, de Stendhal, livro que revela o lado "historiador político" do escritor. A ele se seguiram outros clássicos da literatura, como Machado de Assis, Anatole France e Jack London. Aos poucos, as escolhas literárias passaram a abarcar também novos autores, como Edyr Augusto, Nelson de Oliveira e João Carrascoza, passando por nomes já consagrados, como Flávio Aguiar e Roniwalter Jatobá.
A Boitempo passou a editar também uma linha de ensaios voltada para a história passada e contemporânea, com obras que se tornaram referência em diversos centros de ensino e pesquisa. Os temas são variados e amplos: indústria cultural, ditadura militar, neoliberalismo, trabalho, capitalismo, comunismo, marxismo, questões de gênero, filosofia, educação, ética e meio ambiente. Seu catálogo reúne nomes de prestígio internacional, como Boaventura de Sousa Santos, Edward Said, Emir Sader, Francisco de Oliveira, Giorgio Agamben, Immanuel Wallerstein, István Mészáros, Michael Löwy, Ricardo Antunes, Roberto Mangabeira Unger e Slavoj Zizek.

### Projeto Marx-Engels e Curso livre
Em 1998, a editora lançou uma edição do Manifesto Comunista, de Marx e Engels. Com o objetivo de traduzir a extensa obra dos dois autores, ao longo de 15 anos, a Boitempo publicou 16 obras dos autores, entre elas A ideologia alemã e O Capital.
Com o intuito de reavivar o interesse por Marx e Engels, em 2008, a Boitempo promoveu um curso livre sobre a obra dos dois autores. O curso teve cerca de 1500 inscritos.  Além disso, no mesmo ano, publicaram 9 títulos dos mesmos autores.

### Revista Margem Esquerda
Em 2003, a editora lançou a revista semestral marxista Margem Esquerda, que publica estudos inéditos em português de grandes estudiosos marxistas.
Entre os colaboradores estão Paulo Arantes, Leandro Konder, Vladimir Safatle e Slavoj Žižek.

### Latinoamericana
Organizada por Ivana Jinkings, Emir Sader, Rodrigo Nobile e Carlos Eduardo Martins, a Latinoamericana é uma enciclopédia sobre a América Latina e o Caribe, que resgata aspectos geográficos, sociais, econômicos, políticos e culturais deste continente sob a perspectiva da esquerda. Com 1.344 páginas, concentra-se nos últimos 50 anos de história e tem verbetes assinados por 123 autores de cerca de 20 países. Ganhadora do Prêmio Jabuti de melhor livro de não-ficção 2007 e Prêmio Jabuti de Ciências Humanas 2007, atualmente está sendo traduzida para o espanhol.

### E-books
Desde abril de 2011, a editora vem lançando versões eletrônicas de suas obras.
Em 2012, a Boitempo anunciou um desconto de 50% nos preços de seus e-books em relação aos exemplares físicos, visando popularizar o formato.

### Blog Boitempo
Desde 2011, a editora criou um blog com colaborações regulares de autores da casa, com texto de abertura de Maria Rita Kehl.
Atualmente, entre os colunistas regulares estão Emir Sader, Michael Löwy, Ruy Braga, Luiz Bernardo Pericás e Mauro Iasi.

### Denúncia de plágio
Em 2012, a tradutora Denise Bottmann, criadora do blog Não gosto de plágio, acusou a Boitempo de plagiar a tradução de pelo menos duas de suas obras. A denúncia levou a Boitempo a tirar os livros denunciados de circulação e iniciar uma auditoria interna. Posteriormente, a editora divulgou uma nota de esclarecimento sobre o assunto.

### Marx: criação destruidora
Em 2013, a Boitempo, em parceria com o SESC-SP, promoveu um ciclo de palestras e debates desde o mês de março até maio daquele ano. Os eventos contaram com a presença de renomados intelectuais nacionais e internacionais, como David Harvey e o político alemão Michael Heinrich.

### Junho de 2013: Cidades rebeldes
No mês de agosto de 2013, após os protestos que aconteceram no país durante o mês de junho, a Boitempo lançou  Cidades rebeldes: Passe Livre e as manifestações que tomaram as ruas do Brasil, primeiro livro impresso a tratar desses eventos. .
Com este livro, inauguraram, em parceria com a Carta Maior, a coleção de livros de intervenção Tinta Vermelha. Outros títulos da coleção são Occupy, publicado em 2012, e Brasil em jogo: o que fica da Copa e das Olimpíadas?, que trata das implicações de sediarmos dois megaeventos durante os anos de 2014 e 2016. O selo Tinta Vermelha' publica livros com o mesmo formato - séries de ensaios sobre determinado tema - a 10 reais, preço de custo.

## Coleções
Além de seus títulos em ensaio e ficção, a Boitempo edita também seis coleções, coordenadas por alguns dos principais intelectuais brasileiros.

### Estado de Sítio
Coordenação de Paulo Arantes
Sob a inspiração de Walter Benjamin - "A tradição dos oprimidos nos ensina que o 'estado de exceção' em que vivemos é na verdade a regra geral. Precisamos construir um conceito de história que corresponda a essa verdade" -, a coleção trata de temas centrais do nosso tempo: crescente autoritarismo do Estado, terrorismo, fundamentalismo e império, relações da televisão e do cinema com o poder e a guerra e conflitos globais.

#### Títulos
- A era da indeterminação. Francisco de Oliveira e Cibele Saliba Rizek (orgs.)[14]
- Bem-vindo ao deserto do Real! Cinco ensaios sobre o 11 de Setembro e datas relacionadas. Slavoj Zizek[14]
- Brasil Delivery: servidão financeira e estado de emergência econômico. Leda Paulani
- Cinismo e falência da crítica. Vladimir Safatle[14]
- Estado de exceção. Giorgio Agamben[14]
- Evidências do real: os Estados Unidos pós-11 de Setembro. Susan Willis
- Extinção. Paulo Arantes[14]
- Guerra e cinema. Paul Virilio[14]
- Hegemonia às avessas: economia, política e cultura na era da servidão financeira. Francisco de Oliveira, Ruy Braga e Cibele Rizek (orgs.)
- O poder global e a nova geopolítica das nações.  José Luís Fiori[14]
- Evidências do real: os Estados Unidos pós-11 de Setembro.  Susan Willis
- O que resta da ditadura:  a exceção brasileira. Edson Teles e Vladimir Safatle (orgs.)
- O que resta de Auschwitz: o arquivo e a testemunha. Giorgio Agamben
- O reino e a glória. Giorgio Agamben)[14]
- Saídas de emergência: ganhar/perder a vida na periferia de São Paulo. Robert Cabanes, Isabel Georges, Cibele S. Rizek e Vera da Silva Telles (orgs.)
- São Paulo: a fundação do universalismo. Alain Badiou[14]
- Videologias: ensaios sobre televisão. Eugênio Bucci e Maria Rita Kehl[14]

### Marxismo e Literatura
Coordenação de Leandro Konder e Michael Löwy.
A coleção resgata a análise da literatura do ponto de vista da teoria crítica, em reflexões sobre a cultura e seu papel transformador. Outra linha importante da coleção é a publicação de textos que conjugam a qualidade literária com o engajamento político.

#### Títulos
- As artes da palavra: elementos para uma poética marxista. Leandro Konder
- Do sonho às coisas: retratos subversivos. José Carlos Mariátegui
- Em torno de Marx. Leandro Konder.
- Lucien Goldmann ou a dialética da totalidade. Michael Löwy e Sami Naïr
- Os irredutíveis: teoremas da resistência para o tempo presente. Daniel Bensaïd
- Profanações. Giorgio Agamben
- Sobre o amor. Leandro Konder
- Walter Benjamin: aviso de incêndio; uma leitura das teses “Sobre o conceito de história”. Michael Löwy

### Mundo do Trabalho
Coordenação de Ricardo Antunes
Estudos sobre o trabalho, a sua centralidade na sociedade capitalista, a análise do sindicalismo, questões de gênero e o impacto das transformações trazidas pela globalização são alguns dos temas desta coleção, que publica autores centrais para esta discussão, como István Mészáros.

#### Títulos
- A câmara escura: alienação e estranhamento em Marx. Jesus Ranieri
- A crise estrutural do capital. István Mészáros
- A década neoliberal e a crise dos sindicatos no Brasil. Adalberto Moreira Cardoso
- A educação para além do capital. István Mészáros
- A máquina automotiva em suas partes: um estudo das estratégias do capital na indústria de autopeças. Geraldo Augusto Pinto
- Atualidade histórica da ofensiva socialista: uma alternativa radical ao sistema parlamentar. István Mészáros
- Crítica à razão informal: a imaterialidade do salariado. Manoel Luiz Malaguti
- Da grande noite à alternativa: o movimento operário europeu em crise. Alain Bihr
- Da miséria ideológica à crise do capital:uma reconciliação histórica. Maria Orlanda Pinassi
- Do corporativismo ao neoliberalismo: Estado e trabalhadores no Brasil e na Inglaterra. Angela Araújo (org.)
- Estrutura social e formas de consciência:a determinação social do método. István Mészáros
- Filosofia, ideologia e ciência social. István Mészáros
- Forças do trabalho: movimentos de trabalhadores e globalização desde 1870. Beverly J. Silver
- Fordismo e toyotismo: na civilização do automóvel. Thomas Gounet
- Homens partidos: comunistas e sindicatos no Brasil. Marco Aurélio Santana
- Infoproletários: degradação real do trabalho virtual. Ricardo Antunes e Ruy Braga (orgs.)
- Linhas de montagem: o industrialismo nacional-desenvolvimentista e a sindicalização dos trabalhadores. Antonio Luigi Negro
- Mais trabalho! Sadi Dal Rosso
- Neoliberalismo, trabalho e sindicatos: reestruturação produtiva no Brasil e na Inglaterra. Ricardo Antunes (org.)
- Nova divisão sexual do trabalho? Um olhar voltado para a empresa e a sociedade. Helena Hirata
- O continente do labor. Ricardo Antunes
- O desafio e o fardo do tempo histórico: o socialismo no século XXI. István Mészáros
- O emprego na globalização: a nova divisão internacional do trabalho e os caminhos que o Brasil escolheu. Marcio Pochmann
- O emprego no desenvolvimento da nação. Marcio Pochmann
- O mister de fazer dinheiro: automatização e subjetividade no trabalho bancário. Nise Jinkings
- O poder da ideologia. István Mészáros
- O roubo da fala: origens da ideologia do trabalhismo no Brasil. Adalberto Paranhos
- O século XXI: socialismo ou barbárie? István Mészáros
- Os sentidos do trabalho: ensaio sobre a afirmação e a negação do trabalho. Ricardo Antunes
- Para além do capital: rumo a uma teoria da transição. István Mészáros
- Pobreza e exploração do trabalho na América Latina. Pierre Salama
- Retorno à condição operária: investigação em fábricas da Peugeot na França. Stéphane Beaud e Michel Pialoux
- Riqueza e miséria do trabalho no Brasil. Ricardo Antunes (org.)
- Shopping Center: a catedral das mercadorias. Valquíria Padilha
- Terceirização: (des)fordizando a fábrica, um estudo do complexo petroquímico. Maria da Graça Druck
- Trabalho e dialética: Hegel, Marx e a teoria social do devir. Jesus Ranieri
- Trabalho e subjetividade: o espírito do toyotismo na era do capitalismo manipulatório. Giovanni Alves
- Transnacionalização do capital e fragmentação dos trabalhadores: ainda há lugar para os sindicatos? João Bernardo.

### Paulicéia
Coordenação de Emir Sader
O resgate de personagens, bairros, instituições e textos literários sobre a cidade e o estado de São Paulo é o objetivo da Coleção Paulicéia. Uma nova visão sobre como se construiu, nas artes, no esporte, na política, na academia e principalmente nas ruas, a identidade da metrópole de expansão acelerada e mistura de culturas.

#### Títulos
- A hora futurista que passou e outros escritos. Mário Guastini
- Adoniran: se o senhor não tá lembrado. Flávio Moura e André Nigri
- As bienais de São Paulo: da era do museu à era dos curadores (1951-2001) Francisco Alambert e Polyana Canhête
- Brás: sotaques e desmemórias. Lourenço Diaféria
- Caio Prado Júnior: o sentido da revolução. Lincoln Secco
- Carlito Maia: a irreverência equilibrista. Erazê Martinho
- Crônicas da Mooca (com a benção de San Gennaro). Mino Carta (texto) e Hélio Campos Mello (fotos)
- Democracia corintiana: a utopia em jogo. Sócrates (futebolista) e Ricardo Gozzi.
- Florestan: a inteligência militante. Haroldo Ceravolo Sereza
- João do Rio: um dândi na Cafelândia. Nelson Schapochnik (org.)
- Meneghetti: o gato dos telhados. Mouzar Benedito
- Meu velho Centro: histórias do coração de São Paulo. Heródoto Barbeiro
- Portinari: o pintor do Brasil. Marilia Balbi
- Ronda da meia-noite: vícios, misérias e esplendores da cidade de São Paulo. Sylvio Floreal
- Semana de 22: entre vaias e aplausos. Marcia Camargos
- Teatro de Arena: uma estética de resistência. Izaías Almada

- Vila Madalena: crônica histórica e sentimental. Enio Squeff

### Marx e Engels
Ao editar a Coleção Marx e Engels, a Boitempo desenvolve um trabalho de recuperação da obra de Karl Marx e Friedrich Engels, com novas traduções feitas diretamente do alemão e um aparato editorial que faz de seus livros uma referência para todos os interessados na obra marxiana.

#### Títulos
- A guerra civil na França. Karl Marx
- A Sagrada Família ou A Crítica da Crítica contra Bruno Bauer e consortes Karl Marx e Friedrich Engels
- A situação da classe trabalhadora na Inglaterra: segundo as observações do autor e fontes autênticas. Friedrich Engels
- Crítica da filosofia do direito de Hegel. Karl Marx
- Lutas de classes na Alemanha. Karl Marx e Friedrich Engels.
- Grundrisse: manuscritos econômicos de 1857-1858: esboços da crítica da economia política. Karl Marx
- Manifesto Comunista. Karl Marx e Friedrich Engels
- Manuscritos econômico-filosóficos. Karl Marx
- O 18 de brumário de Luís Bonaparte. Karl Marx
- Sobre a questão judaica (inclui as cartas de Marx a Ruge publicadas nos Anais Franco-Alemães). Karl Marx
- Sobre o suicídio. Karl Marx
- Crítica do programa de Gotha. Karl Marx
- Miséria da filosofia. Karl Marx
- Os despossuídos. Karl Marx
- A ideologia Alemã. Karl Marx e Friederich Engels
- Anti-Dühring. Friederich Engels
- Sobre a questão da moradia. Friederich Engels
- A origem da família, da propriedade privada e do estado. Friederich Engels
- Dialética da natureza. Friederich Engels
- A diferença entre a filosofia da natureza de Demócrito e a de Epicuro. Karl Marx
- O socialismo jurídico. Friederich Engels e Karl kautsky
- Ludwig Feuerbach e o Fim da Filosofia Clássica Alemã. Friedrich Engels

### Clássicos Boitempo
Apresentando obras de autores fundamentais, a coleção Clássicos Boitempo oferece textos do que há de melhor na literatura mundial.

#### Títulos
- A Estrada. Jack London.
- Aurora. Arthur Schnitzler.
- Baudelaire. Théophile Gautier.
- Das memórias do senhor de Schnabelewopski. Heinrich Heine.
- Eu vi um novo mundo nascer. John Reed.
- México insurgente.John Reed.
- Napoleão. Stendhal.
- O tacão de ferro. Jack London.
- Os deuses têm sede. Anatole France.

### Revista Margem Esquerda
A revista Margem Esquerda - ensaios marxistas é uma publicação que recupera o marxismo como método de análise e arsenal crítico para a transformação social, linha teórica que se reflete nos dossiês, artigos, entrevistas, resenhas e textos clássicos publicados. Semestral, atualmente está em seu 32º número.

### Tinta Vermelha
Em parceria com o portal Carta Maior, a editora lançou a coleção Tinta Vermelha, referência ao texto que Slavoj Žižek escreveu durante o Occupy Wall Street, lançada em agosto de 2013. O intuito da coletânea era o de publicar livros de intervenção e  teorização sobre acontecimentos atuais.
Cada publicação da coleção é composta por séries de ensaios sobre determinado tema e é vendida a preço de custo. Além de Slavoj Žižek, outros colaboradores da coleção são Andrew Jennings, Tariq Ali, Ruy Braga e Leonardo Sakamoto.
Apesar de ter sido lançado em 2012, o livro Occupy foi posteriormente integrado à coleção.

#### Títulos
- Occupy. Vários autores.
- Cidades Rebeldes. Vários autores.
- Brasil em jogo: o que fica da Copa e das Olimpíadas?. Vários autores.

## Selos

### Barricada
No segundo semestre de 2014, a Boitempo anunciou o lançamento de seu novo selo de HQs, o Barricada, que se dedica à publicação de histórias em quadrinhos nacionais e internacionais sobre temas libertários.
Ao longo do ano, serão publicados três títulos sob o selo. Para tanto, a editora firmou acordos com renomados artistas do Brasil e do exterior, como a alemã Franziska Becker e o norte-americano Russ Kick.

#### Títulos
- Último aviso. Franziska Becker.
- Cânone Gráfico. Russ Kick (org.).
- CLAUN -  A saga dos bate-bolas. Felipe Bragança.

### Boitatá
Lançado no segundo semestre de 2015, o selo Boitatá é o primeiro da Boitempo voltado ao público infantil - mas alinhado ao norte editorial da editora: a formação do pensamento crítico por um viés de esquerda. As primeiras publicações foram elaboradas por uma equipe de educadores e pesquisadores espanhóis, e inicialmente publicadas pela extinta editora catalã La Gaya Ciencia, abordando temas de interesse social e cidadania.

#### Títulos
- A democracia pode ser assim. Marta Pina.
- A ditadura é assim. Mikel Casal.
- As mulheres e os homens. Luci Gutiérrez.
- O que são classes sociais?. Joan Negrescolor.

## Eventos

### Seminários Margem Esquerda
Como parte dos lançamentos da revista semestral Margem Esquerda – ensaios marxistas, foram organizadas três edições do seminário que leva o nome da publicação.
O I Seminário, ocorrido nos dias 27 e 28 de abril de 2004 no Anfiteatro da História, na Universidade de São Paulo, contou com falas de Jorge Grespan, José Luís Fiori, Isabel Loureiro, Maria Rita Kehl, Nicolau Sevcenko e Wolfgang Leo Maar, entre outros, acerca do tema “Reflexões sobre o colapso”. Foi feita também uma homenagem ao professor Octavio Ianni.
No II Seminário foram comemorados o lançamento da 6ª edição da revista e os 10 anos da editora. O evento aconteceu entre os dias 27 de setembro e 5 de outubro de 2005 nos campi da USP (São Paulo), Unesp (Araraquara) e Unicamp (Campinas), e teve como tema “As Aventuras de Karl Marx contra o Barão de Münchhausen: a obra indisciplinada de Michael Löwy”. Nas mesas de discussão, participaram intelectuais como Francisco de Oliveira, Flávio Aguiar, Leda Paulani, Roberto Schwarz, Alfredo Bosi, Emir Sader, Ricardo Antunes e o próprio Löwy, responsável pela fala de encerramento.
O III Seminário, realizado entre os dias 18 de agosto a 1 de setembro de 2009 nos campi da USP, UNICAMP, CUFSA, UNESP, UERJ, UFRJ, UFRGS, CEFET-MG e UNB, teve por tema “István Mészáros e os desafios do tempo histórico”. Discípulo do também húngaro György Lukács, Mészáros é considerado um dos maiores pensadores marxistas da atualidade. Sua obra é fundamental para o entendimento do sistema do capital, bem como de sua crise estrutural e da sua necessária superação. Além da ilustre presença do próprio Mészáros, que proferiu palestras históricas, alguns dos mais importantes intelectuais do Brasil e do exterior abordaram a trajetória de reflexão e de lutas do autor sob o legado marxista, abrindo novos caminhos e perspectivas: Afrânio Mendes Catani, Aldo Casas, Antonino Infranca, Antonio Rago Filho, Brett Clark, Caio Navarro de Toledo, Carlos Nelson Coutinho, Carlos Walter Porto-Gonçalves, Décio Saes, Edimilson Costa, Emir Sader, Ester Vaisman, Everaldo de Oliveira Andrade, Francisco de Oliveira, François Chesnais, Gaudêncio Frigotto, Gilmar Mauro, Gilson Dantas, Giovanni Alves, Isabel Rauber, Jesus Ranieri, Jorge Beinstein, Jorge Giordani, José Paulo Netto, Carla Ferreira, Leda Paulani, Livia Cotrim, Lúcio Flávio de Almeida, Maria Orlanda Pinassi, Miguel Vedda, Milney Chasin, Mohamed Habbib, Nicolas Tertulian, Nildo Ouriques, Osvaldo Coggiola, Plínio de Arruda Sampaio Jr., Plínio de Arruda Sampaio, Ricardo Antunes, Ricardo Musse, Roberto Leher, Rodrigo Dantas, Ruy Braga, Valério Arcary, Virginia Fontes e Wolfgang Leo Maar. A estimativa é de que perto de 4 mil pessoas tenham participado das atividades.

### I Curso Livre Marx e Engels
Foi com o objetivo de renovar o interesse pela leitura e pelo estudo da obra de Karl Marx e Friedrich Engels que a Boitempo, com o apoio do Programa de Estudos Pós-Graduados em História da PUC-SP, promoveu o Curso Livre Marx e Engels. Ocorrido entre os dias 24 de março e 10 de abril de 2008, o curso contou com aulas abertas e gratuitas sobre 7 obras dos filósofos, cada uma delas ministrada por um importante intelectual marxista brasileiro:
- A ideologia alemã, por Emir Sader;

- A sagrada família, por Antonio Rago Filho;

- Manuscritos econômico-filosóficos, por Ruy Braga;

- Crítica da filosofia do direito de Hegel, por Alysson Mascaro;

- Sobre o suicídio, por Maria Lygia Quartim de Moraes;

- A situação da classe trabalhadora na Inglaterra, por Ricardo Antunes;

- Manifesto Comunista, por Francisco de Oliveira.

Com exceção da primeira palestra - que ocorreu no Auditório Elis Regina, no Anhembi, dado o grande número de inscritos (em torno de 1.500) -, todo o curso foi sediado na PUC da capital paulista. Tendo em vista o sucesso dessa iniciativa, a intenção é que novas edições do curso sejam organizadas em diferentes estados do país.

### II Curso Livre Marx e Engels
A segunda edição do curso aconteceu de 18 de agosto a 29 de setembro de 2008 na Universidade Estadual do Rio de Janeiro (UERJ). O Curso foi fruto de uma parceria entre a Boitempo Editorial, a revista Margem Esquerda, o Laboratório de Políticas Públicas, o Programa de Pós Graduação em Políticas Públicas e Formação Humana (PPFH), a UERJ e o Conselho Latino Americano de Ciências Sociais (Clacso).

## Prêmios
- (2017) Prêmio Jabuti de melhor biografia para Caio Prado Júnior: uma biografia política, de Luiz Bernardo Pericás.
- (2016) Prêmio Juca Pato - Intelectual do Ano a Luiz Bernardo Pericás pelo livro Caio Prado Júnior: uma biografia política.
- (2012) Menção Honrosa do Prêmio Casa de las Américas (Cuba) ao livro Os Cangaceiros: ensaio de interpretação histórica, de Luiz Bernardo Pericás.
- (2010) Prêmio Jabuti de melhor Livro do Ano de não ficção O tempo e o cão – A atualidade das depressões, de Maria Rita Kehl.
- (2007) Prêmio Vladimir Herzog de melhor livro-reportagem para Caparaó: a primeira guerrilha contra a ditadura, de José Caldas da Costa.
- (2007) Prêmio Jabuti de melhor livro de não-ficção para Latinoamericana, organizada por Ivana Jinkings, Emir Sader, Rodrigo Nobile e Carlos Eduardo Martins.
- (2007) Prêmio Jabuti de Ciências Humanas para Latinoamericana.
- (2005) Prêmio Jabuti de Arquitetura e Urbanismo para As bienais de São Paulo, de Francisco Alambert e Polyana Canhête.
- (2004) Prêmio Jabuti de Ciências Humanas para A vingança da história, de Emir Sader.
- (2004) Prêmio Jabuti de Ciências Humanas para Crítica à razão dualista/ O ornitorrinco, de Francisco de Oliveira.
- (2003) Prêmio Clio de História para Brás: sotaques e desmemórias, de Lourenço Diaféria.
- (1996) Prêmio Jabuti Produção Editorial para Carta ao pintor moço, de Mário de Andrade.